# Sylvia (film)
Sylvia är en brittisk långfilm från 2003 i regi av Christine Jeffs, med Gwyneth Paltrow, Daniel Craig, Jared Harris och Michael Gambon i rollerna.

## Handling
Filmen handlar om poeten och författaren Sylvia Plaths liv med och utan sin otrogne make poeten Ted Hughes. Man får följa deras passionerade kärleksliv och se hur Sylvias liv utformas med och sedermera utan sin make som är borta i perioder. Sylvia är svartsjuk och tittaren tror kanske till en början att allt är ren inbillning, men det visar sig att Sylvia kan sin man bättre än någon annan.
Sylvia försökte i sin tidigare ungdom begå självmord vid ett flertal tillfällen, efter att hennes far dött när hon endast var 9 år gammal. Slutligen får man följa hennes sista försök att ta sitt liv vid en tidpunkt då hon gett sitt allt för att kämpa emot. Men sista droppen kanske blir att maken gjort sin senaste erövring, Assia, gravid och därför inte kan lämna henne och flytta bort därifrån med Sylvia och deras två barn.

## Rollista
| Gwyneth Paltrow | – Sylvia Plath     |
| Daniel Craig    | – Ted Hughes       |
| Jared Harris    | – Al Alvarez       |
| Michael Gambon  | – Professor Thomas |
| Amira Casar     | – Assia Wevill     |